# Karel Vachek
Karel Vachek (4. srpna 1940 Tišnov – 21. prosince 2020 Praha) byl český režisér a filmový pedagog.

## Život
Byl příbuzný se spisovatelem Emilem Vachkem. Narodil se v roce 1940 v Tišnově. Po ukončení studia na Gymnáziu v Tišnově si podal přihlášku na FAMU, ale napoprvé nebyl přijat. Důvodem odmítnutí, který sám uváděl, byl třídní původ a špatný kádrový profil jeho rodiny. V letech 1958–1963 studoval režii hraného filmu u profesora Elmara Klose na pražské FAMU, kterou absolvoval filmovou esejí Moravská Hellas (1963, 35'), pohledem pod povrch okázalých Strážnických slavností. Získal za ni čestné uznání na MFF v Karlových Varech, ale další promítání zakázal prezident Antonín Novotný. K uvedení filmu došlo až po roce 1989.
Vachkův další dokument Spřízněni volbou (1968, 95') zachytil události čtrnácti dnů, které předcházely na jaře 1968 volbě československého prezidenta. Film získal zlatou kameru na Berlínském filmovém festivalu.
Po událostech v roce 1968 pracoval v Krátkém filmu do poloviny sedmdesátých let, kdy byl propuštěn. Pracoval ve vysočanské spalovně do roku 1979, kdy emigroval do Francie a později do USA. Ve Spojených státech žil v New Jersey. V cizině se živil jako reprodukční fotograf v New Yorku. V roce 1986 byla jeho rodina nucena vrátit se do ČSSR.
Od roku 1990 začal natáčet dokumentární románovou fresku Nový hyperion aneb Volnost, rovnost, bratrství (1992), která zachytila společenskou atmosféru porevolučního období do prvních svobodných voleb. Navazoval celovečerní dokument Co dělat? Cesta z Prahy do Českého Krumlova aneb Jak jsem sestavoval novou vládu (1996) a titul Bohemia docta aneb Labyrint světa a lusthauz srdce (Božská komedie) (2000). Poslední částí tetralogie autorem souhrnně nazývané Malý kapitalista je film Kdo bude hlídat hlídače? Dalibor aneb Klíč k Chaloupce strýčka Toma (2002).
Od roku 1993 byl pedagogem katedry dokumentární tvorby FAMU, v letech 2002–2018 jejím vedoucím (vystřídal Olgu Sommerovou). V tomto období se soustředil především na pedagogickou činnost. Na FAMU se stal výraznou inspirací pro mnohé své studenty, např. Víta Klusáka, Jana Gogolu ml., Víta Janečka, Helenu Papírníkovou nebo Martina Marečka.
V roce 2006 uvedl svůj další film Záviš, kníže pornofolku pod vlivem Griffithovy Intolerance a Tatiho Prázdnin pana Hulota aneb Vznik a zánik Československa (1918–1992). Následujícím filmem dokončeným v roce 2011 je Tmář a jeho rod aneb Slzavé údolí pyramid. Posledním filmem, uvedeným na konci roku 2019 do kin, se stal snímek s názvem Komunismus a síť aneb Konec zastupitelské demokracie.
Kameru k většině jeho filmů dělal Karel Slach. Za své filmy získal dvakrát, v letech 2000 a 2002, cenu Nejlepší český dokumentární film roku na Mezinárodním festivalu dokumentárních filmů v Jihlavě; řada světových festivalů uvedla jeho autorskou retrospektivu.
Díky zkušenosti se životem v USA se v rozhovorech, i v samotném filmovém díle stavěl ke společnosti po roce 1989 se stejně nesmlouvavým a kritickým odstupem, s jakým dříve nastavoval zrcadlo událostem v socialistickém Československu šedesátých let.
Karel Vachek zemřel 21. prosince 2020 v Praze ve věku 80 let. Pohřben je v rodném Tišnově.

## Filmografie
- 1963 – Moravská Hellas
- 1968 – Spřízněni volbou
- 1992 – Nový hyperion aneb Volnost, rovnost, bratrství
- 1996 – Co dělat? Cesta z Prahy do Českého Krumlova aneb Jak jsem sestavoval novou vládu
- 2000 – Bohemia docta aneb Labyrint světa a lusthauz srdce (Božská komedie)
- 2006 – Záviš, kníže pornofolku pod vlivem Griffithovy Intolerance a Tatiho Prázdnin pana Hulota aneb Vznik a zánik Československa (1918–1992)
- 2011 – Tmář a jeho rod aneb Slzavé údolí pyramid
- 2019 – Komunismus a síť aneb Konec zastupitelské demokracie